# الروح العظيمة

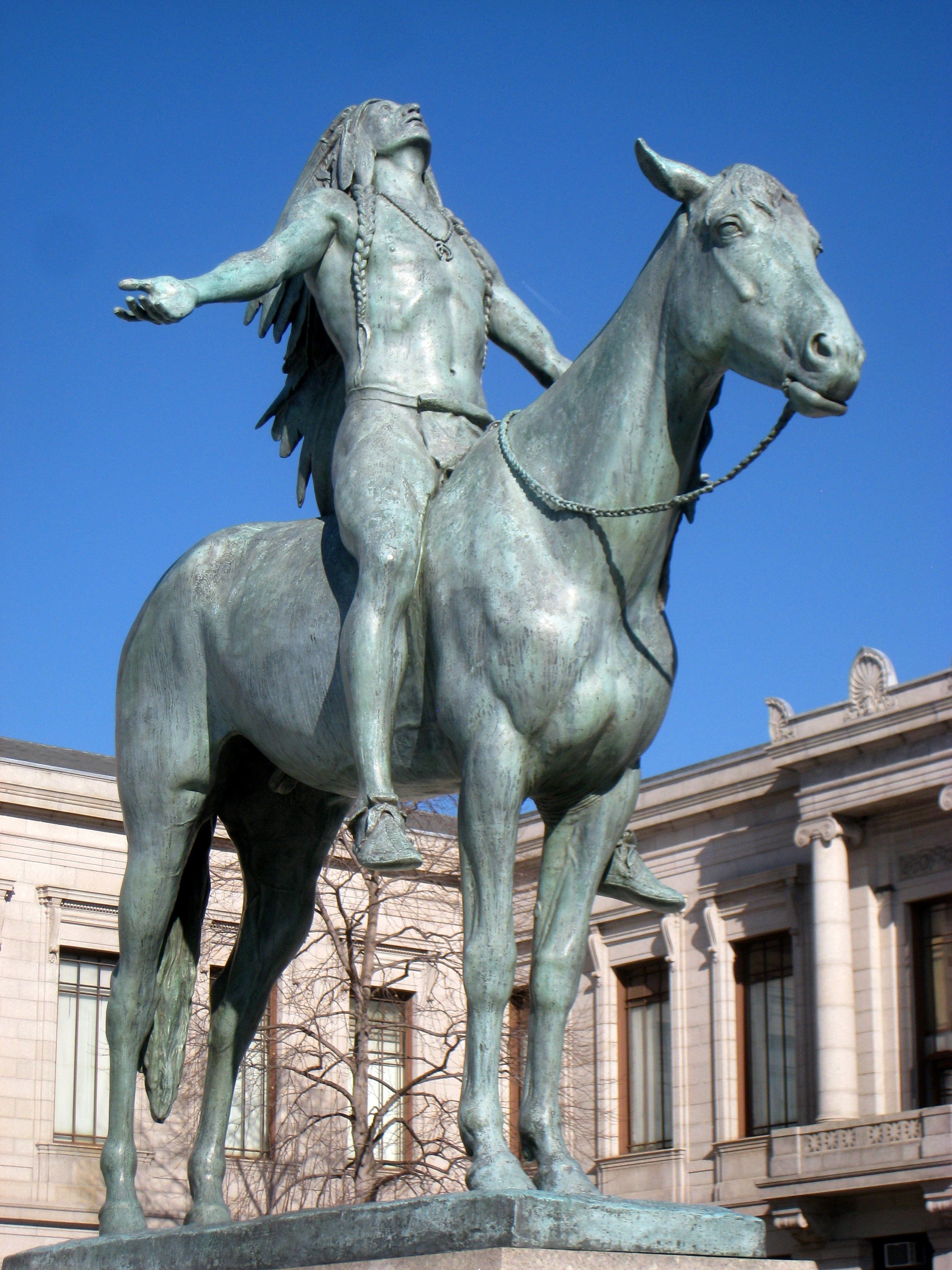

الروح العظيمة واكان تانكا (Wakan Tanka) بين سيوكس (Sioux) وجيتشي مانيتو (Gitche Manitou) في ألغنكوين (Algonquian)، هو مفهوم الخالق العظيم المنتشر في بعض ثقافات الأمريكيين الأصليين والأمم الأولى. ووفقًا لقبائل لاكوت، يقول الناشط راشيل مينز (Russell Means) إن أفضل ترجمة لـواكان تانكا هي اللغز العظيم (Great Mystery).
هناك اعتقاد عام بأن الروح العظيمة أو اللغز العظيم هي في الأصل شخصية، قريبة من الأشخاص، ومحايثة في نسيج العالم المادي. وتشير صلوات لاكوت إليه باسم الجد (Grandfather)، ولكن لا تعين كل الأمم نوع الجنس أو جنسًا واحدًا فقط للغز الكبير. وصف الرئيس دان إيفيما (Dan Evehema)، زعيم روحي الأمة الهوبية الروح العظيمة كالتالي:
«لهوبي، الروح العظيمة هي كل القوة. لقد علمنا كيف نعيش ونتعبد، أين نذهب وما الطعام الذي نحمله وأعطانا بذورًا لنزرع ونحصد. وأعطانا مجموعة من الألواح الحجرية المقدسة قال فيها إنه تلقى كل التعاليم من أجل حماية أرضه وحياته. وفي هذه الألواح الحجرية المنقوشة تعليمات ونبوءات وتحذيرات».[بحاجة لمصدر]
«المسن» (Old Man) كيف أن اللغز العظيم «يعرفه» شعب السيكسيكا أو ذوو الأقدام السود. خلق المسن جميع الأشياء وأمر شخصيًا ذوي الأقدام السود بكيفية التحلي بالحكمة الروحية في الحياة اليومية:
المسن ليس مجسدًا ومجسمًا مثل المسيح، وليس مثل نظام وحدانية الوجود في البرهمانية التي يشتق النسيج منها. فضلاً عن أنه من المسلم به أن وجود المسن يمثل «المحرك الرئيس» عند أرسطو («المحرك الرئيس» المصطلح مقدم للجماهير الأوروبية) وتعزى التعليمات التقليدية «إليه» على أنه المصدر. وهناك حكايات محددة تتعلق بقيام المسن بهذا أو ذاك أو تحكي هذا أو ذاك ولكن فضلاً عن المنصوص عليها في الأديان الشعائرية أو الرمزية أو أي دين مقنن، كثيرًا ما تستخدم هذه التعليمات في توجيه الأفراد والمجتمعات لحظة بلحظة. إنها ليست مجموعة من القوانين أو الرمز الحياتي بقدر ما هي نمط الحياة الثقافية التي تركز على الاحتياجات اليومية للفرد والأمة وليست تكهنات «عالمية».
أبابينيلي (Ababinili) يشير إلى الكيفية التي يتم بها «معرفة» اللغز العظيم بواسطة شعب تشيكاسو. أبابينيلي شخصية خلقت كل شيء وأمرت الشعب التشيكاسو بـ«كيفية العيش حياة طويلة وصحية».
وفي التقاليد التشيكاسويه للأبابينيلي محادثات واسعة مع أجزاء مختلفة من «خلقه» فيما يتعلق بعلاقة البشر بالخلق، وكيف يتصرف الخلق والبشر بالسلوك نفسه في جميع الأحوال.
الجدة العنكبوت هي الوكيل الإبداعي بين شعب الهوبي التي خلقت البشر بأربعة «ألوان». وقد أعطت الشمس القوة لخلق الأشياء وأصل كل حكمة روحية وبهذا تصبح الشمس بهذه الطريقة مظهرًا من مظاهر المعيشة لهوبي اللغز العظيم «المعروفة» بسوتوكنانج:
وهذا قد يبدو أنه على غرار تبني قسطنطين للمسيح على أنه تجسيد مادي للوثنية سول إنفيكتوس في المسيحية ولكن يبدو أن هناك خطأ في تشابه المظهر فقط. وفي جميع الأحوال يعتبرها آخرون مفهومًا مستقلاً كليًا يقر استقلال واقع الحياة المادية والعلاقات بين الشمس المادية الحقيقة وجميع الخلق المضادة للرمزية المجازية المنتشرة في الشرق الأوسط أو الديانات الإفريقية الوطنية (العرقية وليست السياسية). وفي تقاليد الهوبي، تعرف الحياة على أنها عملية التغيير وتعرف المفاهيم البشرية السائدة والمستمرة عبر الزمن باعتبارها «عوالم» متميزة. ويكون مفهوم الحياة هذا بمعناه المتغير سائدًا للغاية بحيث أن الشخص يكون له هوية جديدة كل يوم ولا يوجد شيء اسمه هوية شخصية ثابتة التي تنشأ بناء عليها مفاهيم دينية ثابتة مثل الجنة أو الجحيم الأبدي كأنها «المقصد الأخير». وتتساوى التعاليم الروحية لهوبي التي ترجع إلى سوتوكنانج مع اللغز العظيم «المعروف» في جميع أمم جزيرة السلحفاة الأخرى بحيث توجه الفرد والأمة بدلاً من إنشاء إطار ديني لمفهوم الكونية والغزو والهيمنة المنصوص عليها في أي طقوس أو عقائد دينية.